# PAQUID-Kohortenstudie
Eine Kohortenstudie ist eine beobachtende Studie der Epidemiologie mit dem Ziel, einen Zusammenhang zwischen einer oder mehreren Expositionen und dem Auftreten einer Krankheit aufzudecken. Dabei wird eine Gruppe exponierter und eine Gruppe nicht-exponierter Personen über einen bestimmten Zeitraum hinsichtlich des Auftretens oder der Sterblichkeit bestimmter Krankheiten beobachtet. Sie ist eine spezielle Form der Paneluntersuchung, bei der alle Personen einer Stichprobe derselben Kohorte angehören. Unter einer Kohorte versteht man eine Gruppe von Personen, in deren Lebensläufen ein bestimmtes biographisches Ereignis annähernd zum selben Zeitpunkt aufgetreten ist.
In der PAQUID-Kohortenstudie (oder Paquid-Studie) wurde eine Gruppe von (bis zuletzt) insgesamt 834 Personen im Alter von 65 Jahren oder älter von 1988 bis 2004 untersucht. Die Forscher rekrutierten die Studienteilnehmer der Gruppe aus über 91 verschiedenen Regionen des südwestlichen Frankreichs, um den Einfluss verschiedener Umwelt-, Verhaltens- und sozialer Rahmenbedingungen auf den altersbedingten medizinischen Status und auf Krankheiten zu evaluieren. Eines der wichtigsten Studienziele war, nach Möglichkeit Ursachen von Demenz und der Alzheimer-Krankheit identifizieren zu können, wie zum Beispiel eine Korrelation zwischen dem Aluminium-Gehalt des Trinkwassers und der Häufigkeit von Demenz-Erkrankungen.
Die Studie wurde an der Universität Victor Segalen Bordeaux II in Bordeaux in Frankreich durchgeführt.
Der Begriff „PAQUID“ kommt von «Personnes Agées QUID», was frei aus dem Französischen bzw. Lateinischen übersetzt so viel wie „Wie steht’s mit den Senioren?“ bedeutet.

## Geringeres Demenz-Risiko bei aktiven verheirateten Senioren
Im Rahmen der prospektiven PAQUID-Studie wurden gemäß einer Longitudinalstudie 2040 Personen in die Erstuntersuchung einbezogen (Fabrigoule et al. 1995); davon entwickelten 84 Personen eine Demenzerkrankung. Im Ergebnis lässt sich ein signifikant geringeres Demenzerkrankungs-Risiko bei Personen mit regelmäßigen Aktivitäten wie Reisen, Handarbeiten und Gartenarbeit aufzeigen. Einschränkend ist anzumerken, dass länger zurückliegende soziale Aktivitäten und Freizeitaktivitäten in dieser Studie nicht erfasst wurden, sondern lediglich die Aktivitäten zum Zeitpunkt der Erstuntersuchung und zu zwei späteren Messzeitpunkten. Ebenfalls im Rahmen der PAQUID-Studie untersuchen Helmer und Mitarbeiter (1999) den Zusammenhang von Familienstand und Demenzerkrankungs-Risiko. Im Ergebnis lässt sich ein fast zweifach erhöhtes Demenz-Risiko und ein fast dreifach erhöhtes Alzheimer-Risiko für nicht verheiratete Personen aufzeigen. Niemals verheiratete Personen leben häufiger alleine, haben eine geringere Anzahl von Personen in ihrem sozialen Netzwerk und weisen häufiger eine depressive Symptomatik auf als verheiratete. Ein Zusammenhang zwischen der Zufriedenheit mit dem sozialen Netzwerk und dem späteren Auftreten einer Demenz kann nicht festgestellt werden.

## Nachuntersuchungen des Aluminium-Einflusses auf Alzheimererkrankungen über 15 Jahre
Die Autoren einer 15-Jahre-Follow-Up-Studie der PAQUID-Kohortenstudie untersuchten Zusammenhänge zwischen der Exposition gegenüber Aluminium oder Kieselsäure aus dem Trinkwasser und dem Risiko der Abnahme der kognitiven Fähigkeiten, Demenz und der Häufigkeit des Auftretens der Alzheimer-Krankheit. Die bei der PAQUID-Kohortenstudie untersuchten Themen wurden 15 Jahre lang mit aktiver Suche nach neu aufgetretenen Fällen von Demenz bei Personen im Alter von 65 Jahren und darüber weiter nachuntersucht, welche in 91 öffentlichen Trinkwasserversorgungsgebieten in Südfrankreich leben. Zwei Kriterien der Exposition gegenüber Aluminium wurden quantitativ beurteilt: eine geografische Exposition und eine individuelle Exposition unter Berücksichtigung des täglichen Konsums von Trinkwasser aus dem Leitungsnetz und von Mineralwasser. Insgesamt wurden 1.925 Patienten, welche zu Beginn der Untersuchungen völlig frei von Demenz waren, mit genauer Zuordnung zu ihrem Wasserkonsum untersucht bzw. analysiert.
Unter Anwendung von Random-Effects-Modellen erfolgte der Abbau der kognitiven Fähigkeiten bei Probanden mit einer höheren täglichen Aluminium-Aufnahme aus dem Trinkwasser (≥ 0,1 mg/Tag, p = 0,005) oder einer höheren geografischen Exposition gegenüber Aluminium rascher. Unter Anwendung einer Cox-Regression, einem speziellen Regressionsmodell aus der mathematischen Statistik, war eine hohe Tagesdosis bei der Aluminium-Einnahme signifikant mit einem erhöhten Risiko von Demenz assoziiert. Umgekehrt führte eine ergänzende Einnahme von 10 mg Kieselsäure/Tag zu einem reduzierten Risiko für Demenz (bei RR = 0,89, p = 0,036). Es wurde kein Zusammenhang zwischen einer geografischen Exposition gegenüber Aluminium oder Siliziumdioxid aus Leitungswasser mit dem Auftreten von Demenz festgestellt. Die individuelle Einnahme größerer Aluminiummengen aus dem Trinkwasser kann jedoch ein Risikofaktor für das Auftreten der Alzheimer-Krankheit sein.